# بولمان (ميشيغان)
بولمان (بالإنجليزية: Pullman, Michigan)‏ هي منطقة فردية غير مدمجة في بلدة لي في مقاطعة أليغان في ولاية ميشيغان الأمريكية. تقع في منطقة يغلب عليها الطابع الريفي في غرب ميشيغان على بعد حوالي 150 ميل (240 كـم) شرق شيكاغو. تبلغ مساحتها حوالي 10 ميل (16 كـم) شمال شرق ساوث هافن، حوالي 13 ميل (21 كـم) جنوب شرق سوجاتوك-دوغلاس، 6 ميل (9.7 كـم) غرب-جنوب غرب أليجان. تقع بحيرات سكوت العليا والسفلى والغربية في مكان قريب، والتي تصب في سكوت كريك درين، أحد روافد الفرع الأوسط للنهر الأسود.
قام شقيقان اسمهما كليمنت ببناء المنشرة في عام 1870. تم إنشاء محطة على سكة حديد شيكاغو وويست ميشيغان (لاحقًا جزء من سكة حديد بير ماركيت) في عام 1871 وأصبحت المنطقة تُعرف باسم "هوبيرتاون"، بعد أن كانت تمتلك أرضًا في المنطقة. تم تشغيل مكتب بريد بهذا الاسم من عام 1875 إلى عام 1880 وبدأ مرة أخرى في عام 1891. تم تغيير اسم مكتب البريد إلى بولمان في عام 1901، على ما يبدو بعد جورج بولمان. الرمز البريدي لبولمان هو 49450.